# Język yue
Język yue (chiń. trad. 粵語, chiń. upr. 粤语, kantoński (jyutping): Jyut6jyu5; pinyin: Yuèyǔ) – język lub makrojęzyk (zależnie od klasyfikacji) używany w południowej części Chin, zwłaszcza w prowincji Guangdong. Niektóre z dialektów są wzajemnie niezrozumiałe. Za lingua franca służy odmiana z miasta Guangzhou (dawniej Kanton – stąd nazwa język kantoński). Dialekty yue są bardziej archaiczne niż różne odmiany języka mandaryńskiego, między innymi zachowały wygłosowe spółgłoski zwarte.

## Dialekty języka yue
Można je podzielić na pięć najważniejszych podgrup:
- 1. Podgrupę yue-hai – na terenie delty Rzeki Perłowej oraz wzdłuż Xi Jiang; do tej podgrupy należą język kantoński oraz język Hongkongu.
- 2. Podgrupę qin-lian – od okolicy Qinzhou do Lianzhou
- 3. Podgrupę gao-lei – od miasta Gaozhou do półwyspu Leizhou
- 4. Podgrupę si-yi – w rejonie miast Taishan, Xinhui, Kaiping i Enping u ujścia Rzeki Perłowej
- 5. Podgrupę gui-nan – pas na wschodzie regionu autonomicznego Guangxi, obejmujący Wuzhou, Rongxian i Pobai

Języki yue mają niezwykle skomplikowany system tonalny. Jako jedyne spośród języków chińskich mają dwa szeregi tonów rozmieszczone w dwu rejestrach, górnym (55 lub 53, 35, 33, 5, 3) i dolnym (21 lub 11, 13, 22, 2 lub 22). W porównaniu do innych języków chińskich, yue są bardziej monosylabiczne. Sprawia to, że przechowały one wiele wyrazów w dawnym znaczeniu. Wyróżnia je również duża liczba zapożyczeń, szczególnie z angielskiego.